# Heliké (satélite)
Heliké (en griego antiguo Ἑλίκη), o Júpiter XLV, es un satélite irregular retrógrado de Júpiter. Fue descubierto por un equipo de astrónomos de la Universidad de Hawái dirigidos por Scott S. Sheppard en el año 2003, y se le dio la designación provisional de S/2003 J 6.
Heliké tiene unos 4 kilómetros de diámetro, y orbita a Júpiter a una distancia media de 20,540 millones de km en 601,402 días, a una inclinación de 155° con respecto a la eclíptica (156° al ecuador de Júpiter), con una excentricidad de 0,1375.
En marzo de 2005 recibió el nombre definitivo de Heliké, una de las ninfas que crio a Zeus (Júpiter) en su infancia en Creta.
Heliké pertenece al grupo de Ananké, satélites retrógrados irregulares en órbita alrededor de Júpiter entre 19,3 y 22,7 millones de km, con inclinaciones de unos 150°.